# Góra (Długie)
Góra – część wsi Długie w Polsce położona w województwie podkarpackim, w powiecie krośnieńskim, w gminie Jedlicze..
W latach 1975–1998 Góra administracyjnie należała do województwa krośnieńskiego.